# Zelda
La Princesa Zelda (プリンセス ゼルダ, Purinsesu Zeruda), en anglès Princess Zelda, és un personatge fictici de la franquícia de videojocs de The Legend of Zelda. Zelda és un membre de la Família Reial d'Hyrule (Royal Family of Hyrule), que és el personatge que rep el nom de la sèrie, tanmateix el protagonista i personatge controlable és en Link. Sovint és raptada i feta presonera pel malvat antagonista de la trama: Ganondorf, el Rei del Mal. D'acord amb Shigeru Miyamoto, el creador de la saga, el nom ve de Zelda Fitzgerald. Darrerament el seu paper ha canviat considerablement. En jocs com The Legend of Zelda: The Wind Waker i en The Legend of Zelda: Twilight Princess ja no representa el paper de "princesa en perill", sinó que ajuda en Link directament en el combat final amb el seu arc.
Ha aparegut també en Super Smash Bros. Melee, un joc de Nintendo GameCube. La Princesa Zelda utilitza màgia per lluitar contra els seus enemics, però en el joc The Legend of Zelda: Ocarina of Time també es pot transformar en l'emmascarat Sheik, que fa servir atacs físics per amagar la seva identitat, ja que és perseguida per Ganon.

## Atributs
De manera similar a Link, Zelda ha tingut múltiples encarnacions a través de la sèrie. Generalment té una edat propera a Link, sovint és una nena, però ha aparegut com a adulta en tres ocasions: a Ocarina of Time, a The Adventure of Link i en el recent Twilight Princess. Zelda sempre apareix com una jove bonica (o una nena, si no n'hi ha), usualment amb cabell ros o roig. Sol portar vestits de seda fina blancs, rosats, lavandes o altres colors clars (sovint amb l'emblema de la Família Reial d'Hyrule), a més de joies que inclouen arracades, que són un accessori tradicional Hylian. Sempre porta un vestit amb el dibuix d'un triangle al centre i unes ales al costat.
Associada amb la Deessa Nayru i la Triforce de la Saviesa, Zelda té un excel·lent judici per al que succeirà en la majoria dels casos -encara que això no sempre l'ajuda a evitar ser capturada. La majoria de les Zelda estan dotades de poders psíquics o màgics innats, com ara a telepatia i premonicions. A la seva màxima capacitat, Zelda pot invocar poderosos encanteris i crear o desfer barreres i segells. A vegades, els seus alters egos poden tenir habilitats pròpies, tanmateix, això no la salva de ser capturada per Zant a Twilight Princess.
L'any 2001, la companyia Nintendo va anunciar la participació de la Princesa Zelda en el joc Super Smash Bros Melee, on apareix acompanyada de Link i Ganondorf, així com altres personatges cèlebres de la companyia. Resulta important destacar que és la primera ocasió en què la Princesa Zelda apareix en un joc diferent al de la sèrie, i en ell es pot apreciar una Princesa Zelda adulta, que pot transformar-se al seu àlter ego, Sheik, personatge que també apareix en el joc Ocarina of Time per a la consola Nintendo 64. En aquest joc la Princesa té poders associats amb les deesses Nayru, Farore i Din, que constitueix part de la mitologia de la sèrie.

## Encarnacions de Zelda
La Princesa Zelda, apareix en la majoria dels videojocs de la franquícia The Legend of Zelda. L'única excepció considerada, és The Legend of Zelda: Link’s Awakening, on apareix una noia anomenada Marin, que comparteix certes semblances físiques amb la princesa, tot i que en The Legend of Zelda: Majora's Mask apareix tan sols en una escena i és mencionada en certes ocasions en els diàlegs del videojoc.

### The Legend of Zelda(1986)
En el primer videojoc de la saga, la Princesa Zelda és segrestada per Ganon, l'autoproclamat Rei del Mal, que l'amaga al seu cau a la Muntanya de la Mort. Abans no la segrestessin, trencà la Triforça de la Saviesa en vuit fragments i les va dispersar en diverses zones d'Hyrule per amagar-les d'en Ganon. Link, portador de la Triforça del Valor, ha d'anar a la recerca de la princesa engabiada i alhora recuperar tots els fragments de la Triforça de la Saviesa, per a convatir al malvat i depietat Rei del Mal, Ganon, portador de la Triforça del Poder.

### Zelda II: The Adventure of Link
Una antiga princesa nomenada Zelda fou víctima d'un encanteri per dormir eternament per un malvat fetiller que treballava a les ordres del seu germà, el príncep. Aquest intentà detenir al bruixot, però no va aconseguir amb gaire èxit. El príncep va ordenar que totes les dones de la Família Reial d'Hyrule s'anomenaria Zelda a partir de llavors, en memòria de l'esdeveniment. Zelda, l'original, no despertà fins milers d'anys després, gràcias a l'agosarat guerrer anomenat Link, quant aquest derrotà al malvat bruixot que volia ressuscitar Ganon.

### Legend of Zelda: A Link to the Past
Un malvat bruixot anomenat Agahnim, controlat pels malvat Ganon, matà al Rei d'Hyrule per motius desconeguts. Link, pertanyent a la família reial que s'encarregà de protegir a aquesta, es dirigí cap al castell per salvar a la filla del rei, Zelda. Link aconsegueix fugir amb ella, i se li encomana la tasca de passar la prova de les tres Deesses: Din, Nayru i Farore. En tornar a veure la Zelda, Ganon se l'ha endut, juntament a les descendents dels savis. Les 7 donzelles ara es troben tancades en cristalls repartits per tot el Regne Fosc, que no és cap altre que el Regne Sagrat arrasat pel poder de la foscor i de la maldat del despietat Rei del Mal. Amb la derrotà d'Agahnim que va poder trencar el setge de Ganon, Link rescatà Zelda, amb la definitiva derrota del monstre Ganon.

### The Legend of Zelda: Ocarina of Time
La Zelda és la filla del Rei d'Hyrule, i la protectora de la Triforça de la Saviesa. En començar la història, la Princesa Zelda, té un somni premonitori que l'avisa sobre la insurrecció d'en malvat Ganondorf, i que en Link, un jovenet del bosc, podria ajudar-la. El joc s'inicia quan en Link coneix la seva fada guardiana, Navi, qui l'ajuda per anar al Castell d'Hyrule on es trobà la princesa. Un cop arribats al castell on viu la nena aquesta, li explica el seu somni i l'envià per recuperar les tres pedres espirituals; la Maragda Kokiri, el Robí Goron i el Safir Zora i protegir la Triforça de Ganondorf, que és el malvat líder de les Gerudo, que són una raça de lladres que viuen al desert a l'oest d'Hyrule, el regne en què transcórrer el joc d'Ocarina of Time. Així que Link ha de partir en busca de les Pedres Espirituals per obrir la porta que condueix a la sala de l'Espasa Mestra, en el Temple del Temps. Impa, protectora de Zelda, l'hi ensenyà Link la Nana de Zelda, una melodia important pel videojoc. Quan Link torna de la seva recerca, Zelda ha de fugir per la insurrecció de Ganondorf, que s'ha apodera del Castell de la Família Reial d'Hyrule.
Per evitar que el Rei del Mal Ganondorf, la trobi, Zelda fuig del castell d'Hyrule amb la seva mainadera Impa, i ha d'amagar-se durant set anys de Ganondorf. Durant en aquests set anys en què Link va estar dormint en el Temple de la Llum, Zelda es varà transformar en Sheik el seu alterar ego, i quan Link es despertà i es disposà vèncer Ganondorf, aquesta ajuda a Link en el seu transcurs en els Temples d'Hyrule, en la seva missió d'ajudar els Savis d'Hyrule. Després que el jove Link despertes els Savis Hylian, Zelda revelà el seu aspecte original. Tanmateix, en aquell precís instant, se segrestada per Ganondorf, que durant set anys l'estava donant caça. En la batalla final contra el malvat Ganon, Zelda utilitzà la seva màgia, junta amb la dels Savis Hylian, i junt amb l'Espasa Mestra de Link, per tancar Ganondorf al Regne Fosc, quedant-se amb la Triforce del Poder.
Altres aspectes de Zelda a The Legend of Zelda: Ocarina of Time, és la seva transformació en Sheik. La seva transformació en Sheikah, anomenat Sheik, que afirma ser una Sheikah, és pràcticament perfecte, ja que té el poder de canviar el color de la pell i dels ulls. Sota l'aparença de Sheik, Zelda ajudà al jove Link en la seva missió de cercar els setge dels Savis, ensenyant-li al protagonista diferents melodies amb la seva Llíria.

### The Legend of Zelda: Majora's Mask
Un altre joc separat de la història de Zelda. En aquest joc en Link, cansat de la vida d'heroi, va a la cerca de Navi, la seva amiga lleial que va perdre a les acaballes de l'Ocarina of Time, quan l'Heroi del Temps derrotà Ganondorf i complí el seu destí, tornant a la seva època. M'entres la cercava, als boscos perduts un desconegut, l'Skull Kid li roba el cavall i la seva Ocarina del Temps i fuig a un món misteriós, Tèrmina, un món paral·lel d'Hyrule, on aquest està sembrant el caos i la destrucció.
Link el seguí cap a aquest món en què Skull Kid està invocant una lluna perquè caigui i arrassi tot el món de Tèrmina. Realment Skull Kid està posseït per la Màscara de Majora, un ídol de tribus llunyanes amb el poder d'atraure la lluna a la terra. Link haurà de despertar als Quatre Gegants de la seva letargia jugant amb el temps i emprant les més de 30 màscares que disposa en l'aventura. La Princesa Zelda nómes és mencionada en aquest videojoc, i tan sols apareix en una escena en què Link la recordà abans del seu viatge a Tèrmina.

### The Legend of Zelda: The Wind Waker
Les emocions arriben a un punt àlgid quan Link observa impotent com sa germana és segrestada per un enorme ocell. Embarcant-se en un èpic viatge per trobar-la, Link descobreix un gran misteri sobre Hyrule, una terra que creia que només existia en les llegendes i contes per a infants. En aquest episodi, l'heroi aprèn a dominar el poder dels vents per dur el seu vaixell de vela d'illa en illa per cercar a la seva germana captiva més enllà de la seva illa natal.
Tetra, una valent i vital capitana d'un vaixell pirata és raptada al mig de l'aventura, però en Link i la Tetra esbrinen que en realitat, ella és la descendent de la Família Reial del desaparegut Regne d'Hyrule: la Princesa Zelda, perseguida pel malvat i despietat Ganondorf, que la busca desesperadament per aconseguir la relíquia sagrada Triforce i restaurar Hyrule de nou per poder governar-la d'una vegada per totes com al seu legítim rei.

### The Legend of Zelda: Link's Awakening
En un món allunyat d'Hyrule, Link cerca ajut per desterrar el mal per sempre del seu regne, però després de patir un accident en un vaixell arriba a una illa que resulta ésser producte dels seus somnis. Encara que en aquest joc no apareix cap personatge amb el nom de Zelda, Marin, una jove al·lota que troba a Link inconscient a la platja és exactament igual a la princesa físicament i en ideologia.

### The Legend of Zelda: Oracle of Ages i The Legend of Zelda: Oracle of Seasons
Parella de jocs per Game Boy color. Amb aquests dos títols Nintendo fa renéixer la llegenda per a la seva portàtil.
- Oracle of Ages (Oracle de les Edats): Link haurà de viatjar a través del temps per poder salvar la terra de Labrynna, de la malvada Verán, Fetillera de les Ombres.
- Oracle of seasons (Oracle de les estacions): Link arriba a Holodrum on les estacions s'han tornat boges per obra del despietat Onox, General de les Tenebres, i s'embarcarà en una missió que, amb el poder místic d'un Oracle, farà que tot torni a la normalitat.

Totes dues, en acabar una partida connectada (acabant un joc i emprant la contrasenya en l'altre) Zelda apareix al final.

### The Legend of Zelda: Twilight Princess

Puppet Zelda, Princesa posseïda per Ganon.

La Princesa Zelda a Twilight Princess, era la legítima descendent de la Família Reial d'Hyrule. Era la regent actual del país, aspirant a ésser una bona monarca, fins a la invasió dels Twili, provocada pel Rei del Crepuscle, Zant. Aquest l'obliga a rendir-se, ja que, en cas contrari ella i els seus súbdits moririen en les seves mans. Ella acceptà sense cap mena de contradicció, veient impotent com Hyrule es fusionà amb el Crepuscle, i veient com la seva gent es transformà en ànimes baix la influència de la màgia del Tirà de les Ombres. Possiblement, ella se salvà d'aquesta transformació en ànima gràcies al fragment de la Triforce que posseïa, concretament, la de la Saviesa. Així doncs, ella va poder mantenir contacte amb Link i Midna, demanant-los que purifiquessin Hyrule de l'ombra del Twilight Realm. Més endavant del joc, quan Hyrule es desfusionà del Crepuscle, ella varà salvar Midna de les portes de la mort entregant-li la seva essència de la Triforce de la Saviesa. Així la seva ànima es fusionà amb Midna. Després que el malvat Ganondorf posseís el seu cos i es transformés en Puppet Zelda, Midna va purificar-lo perquè l'ànima de Zelda pogués tornar-hi en aquest. Després, ella lluita contra Ganon juntament amb Link amb les Fletxes de Llum. Quan Link acabarà amb el Gerudo, Midna retornar-hi a la normalitat, convertint-se en una xicota molt maca, i Zelda i Link s'acomiadaren d'aquesta en el Circ del Mirall del Patíbul del Desert.

## Alter egos

### Sheik
Sheik és l'àlter ego de la Princesa Zelda, amb correspondència d’Ocarina of Time. Per q evitar que el malvat Ganondorf l'encalci i protegir el do de la Triforce de la Saviesa, Zelda s'amaga transformant-se completament, mutilant el seu aspecte considerablement. No sols canvia físicament, sinó que muda totalment la veu fent-la molt més greu, com una veu masculina. La seva aparença és d'home; no té cap aspecte femení conegut (malgrat que, a part de la seva aparença femenina, hom el podria confondre amb una dona). Té els ulls vermells, com els de la Impa, tret típic dels Sheikah i duu unes vestimentes blaves amb l'emblema dels Sheikah. Es presumeix que la princesa pogué fer aquesta transformació gràcies als seus poders màgics de Savina, no relacionats amb el seu fragment de la Triforce de la Saviesa. Tanmateix això no s'ha comprovat i no hi ha hagut cap declaració respecte a la transformació de Zelda. Aquesta utilitza aquesta aparença d'home per a ensenyar a Link les melodies que l'ajudaran en la seva victòria final contra Ganondorf; les quals donaran al protagonista la capacitat de teleportar-se en els diferents Temples d'Hyrule, contaminats per Ganon.

### Tetra
A The Wind Waker, ella és una capitana pirata, una marinera experta dotada d'una gran intel·ligència i astúcia, dotada de molt orgull i caràcter. Ella és òrfena, la seva mare morí quant aquesta era encara una criatura, entregant-li un fragment de la Triforce de la Saviesa, jurant-li protegir-lo amb la seva vida, resultant esser en realitat la Princesa Zelda (tot i que aquesta no tenia constància), quina identitat seria amagada pel malvat dels mites de les antiguitats, Ganondorf, el mateix que va ser derrotat per l’Heroi del Temps. Ella ajuda en Link a escapar de la mort donada per Ganon, però sense gaire èxit, i a més; Ganon descobrí la seva identitat. Foren rescatats, i Daphnes Nohasen Hyrule revelar-hi la seva identitat. Aquesta forà de nou segrestat per Ganondorf, aquí Link, l’Heroi dels Vents combatí en la Torre de Ganon, amb l'ajuda de Zelda amb les Fletxes de Llum, i junts, el derrotaren. Tetra podia comunicar-se amb Link durant en el joc, amb un colgant tallat amb la Xafardera, de la Familia Reial.